# 伊東一刀斎

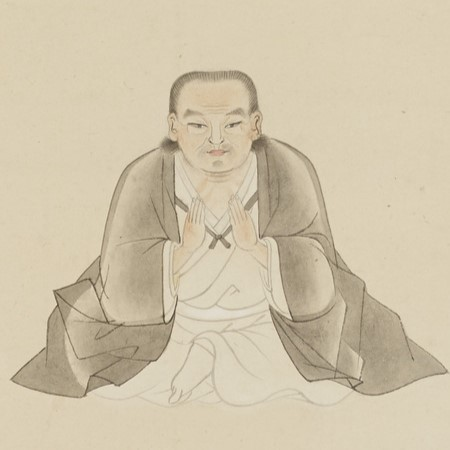
伊東一刀斎（東京国立博物館蔵、伊藤景久外二氏像より）

伊東 一刀斎（いとう いっとうさい、天文19年8月5日〈1550年9月15日〉/永禄3年8月5日〈1560年8月26日〉? - 承応2年6月20日〈1653年7月14日〉?）は戦国時代から江戸初期にかけての剣客。名字は伊藤とも。江戸時代に隆盛した一刀流剣術の祖であるが、自身が「一刀流」を称したことはなかったという。諱は景久、前名、前原弥五郎。弟子に善鬼、古藤田俊直、小野忠明（神子上典膳）ら。経歴は諸説入り乱れており未確定の点が多い。

## 経歴
生年については天文19年（1550年）8月5日説と永禄3年（1560年）8月5日説がある。伊藤入道景親の後裔、伊藤弥左衛門友家の子として生まれ、幼名を前原弥五郎といったという（『一刀流極意』）。
出身地は、一般には伊豆国伊東の人であり、出身地から伊東姓を名乗ったと言われる。他方、笹森順造『一刀流極意』によれば伊豆大島の出身で、14歳のときに格子一枚にすがって三島に泳ぎ着き、三島神社で富田一放と試合して勝ち、神主・矢田部伊織から備前長船勝光の名刀「瓶割刀」を与えられたという。また『一刀流傳書』によれば西国生まれとされ、山田次朗吉によれば古藤田一刀流の伝書に近江堅田生まれの記述があるという。さらに『絵本英雄美談』によれば加賀金沢あるいは越前敦賀生まれで、敦賀城主大谷吉継の剣の師だったが関ヶ原の戦いで大谷が戦死したため、下総小金原（現在の松戸市小金付近か）に隠棲して死去したという。
死没地は上述の下総小金原のほか、丹波篠山という説があり、1653年（承応2年）6月20日に94歳で没した（逆算すれば永禄3年生まれとなる）ともされるが確証はない。なお『武芸小伝』では命日を7日としている。墓は後世に建てられたものが常楽寺（東京都新宿区原町）に所在する。

## 一刀斎の師
『武芸小伝』によれば鐘捲自斎に師事して中条流を学んだという。『一刀流極意』によると、高上金剛刀を極意とした鐘捲自斎通宗に中条流の小太刀や彼の工夫による中太刀の教えを受け、一心不乱に鍛錬に取り組んだことによって師から自流の極意、奥秘の刀法の妙剣・絶妙剣・真剣・金翅鳥王剣・独妙剣の五点をことごとく授かったとされている。『古藤田伝書』では鐘捲外他（とだ）通宗を師としたことから一刀斎自身は一刀流とは称さずに「外他流」と称していたとされる。
彰考館本『剣術系図』では一刀斎の師は兼巻自斎と同じく戸田清元であるとされている。戸田清元は富田勢源と同一人物とされることもあるが、松原唯心『武芸談』が武州八王子の人で北条氏政に仕えたとしていることから別人とみられる。
柳生氏の記録『玉栄拾遺』の注記では、一刀斎の師は「山崎盛玄」とされている。富田流の山崎姓としては、富田越後守重政の実弟・山崎左近将監が該当する。

## 逸話
『一刀流極意』によれば諸国を巡って33度の真剣勝負を行い、57人の凶敵を倒し、62人を木刀で打ち伏せたという。同書では塚原卜伝、諸岡一羽、有馬乾信、上泉信綱らと立合っていずれも勝利を収めたとされているが、卜伝や信綱との年齢差からみて信じがたい。
鶴岡八幡宮に参籠して「夢想剣」を開悟したとの伝説があるが、夢想剣の名目は溝口派以外の一刀流伝書では確認できない。伝真田信繁写本『源家訓閲集』巻末の「夢想剣心法書」には、文禄4年（1595年）7月の「外田一刀斎」他2名の署名がある。林九兵衛『玉箒木』に戸田一刀斎が北条氏のもとでその家臣に剣術を教授していた天正6年（1578年）のこと、三浦三崎に唐人・十官という中国流刀術の名人が来訪したため一刀斎は扇一本で木刀を構えた十官と立合い勝利したとある。戸田一刀斎とは鐘捲自斎の別名とされているが、伊東一刀斎もその名を用いた時期があった可能性が考えられる。
『撃剣叢談』には一刀斎が京都滞在中、勝負に負けて弟子入りしたことを怨みに思っていた門人が仲間と謀り、一刀斎の愛妾に刀を奪わせて寝込みを襲うことを計画した。襲撃者は蚊帳を切り落として一刀斎に斬りかかったが、一刀斎は這い回ってこれを避け、酒器を投げて応戦した。敵の1人から刀を奪うと襲撃者を斬りまくり、浅手深手を負った敵は退散したが、女に気を許したことを恥じたのか一刀斎はその日のうちに京を離れることとなった。また一刀斎が東国に赴いた折、「地ずりの晴眼（せいがん）」という必勝の太刀術を使う浪人が「もしこの太刀を受ける術があれば弟子になろう」と言ってきたので、一刀斎はこれを承諾した。しかし立合うことなく旅立とうとしたので、浪人は一刀斎もこれを受けることはできないのだろうと思い、地ずりの晴眼で攻撃を仕掛けた。一刀斎が刀の柄に手をかけたかと思うとたちまちに浪人の体は真っ二つになり地に倒れたという。

### 一刀流の相伝
『一刀流口傳書』、『撃剣叢談』によれば、一刀斎は弟子の善鬼（姓不詳。なお一刀斎との出会いを描いた『耳嚢』写本では船頭とあり名は記述されていない。小野姓とするのは俗説）と神子上典膳に下総国小金原（現千葉県松戸市小金原付近。なお『雜話筆記』では濃州桔梗ガ原（乗鞍岳北）とする）で勝負させ、勝った典膳に一刀流秘伝を相伝した。典膳は後に一刀斎に徳川家康へ推薦され1593年（文禄2年）に徳川秀忠に200石で仕えた小野忠明（小野次郎右衛門）である。一刀流は、小野忠明の後、子の小野忠常の小野派一刀流、忠明の弟（次子とも）の伊藤典膳忠也（『剣術系図』彰考館本の注に修行時代兄の前の名前神子神典膳と名乗ったとされる）の伊藤派一刀流（忠也派とも）に分かれ、以後も多くの道統が生まれた。

## 小説
- 峰隆一郎『日本剣鬼伝伊東一刀斎』祥伝社
- 仁田義男『剣聖伊藤一刀斎(5部作)』徳間書店
- 戸部新十郎『伊東一刀斎(上･中・下巻)』光文社
- 好村兼一『伊藤一刀斎(上・下巻)』廣済堂出版
- 小島英記『天下一の剣 』日本経済新聞出版社

## 関連文献
- 根岸鎮衛　『耳嚢』全3冊　長谷川強校注、岩波書店〈岩波文庫〉、1991年。 - 江戸時代の随筆。伊東一刀斎についての逸話を収録。